# Liste der Monuments historiques in Boissy-le-Châtel
Die Liste der Monuments historiques in Boissy-le-Châtel führt die Monuments historiques in der französischen Gemeinde Boissy-le-Châtel auf.

## Liste der Objekte
Zum Verständnis siehe: Kirchenausstattung
| Bezeichnung                                  | Beschreibung                                                                                  | Standort                                   | Kennzeichnung | Schutzstatus | Datum | Bild |
| -------------------------------------------- | --------------------------------------------------------------------------------------------- | ------------------------------------------ | ------------- | ------------ | ----- | ---- |
| Schranktruhe                                 | Holz, 16. Jahrhundert                                                                         | in der Kirche St-Sulpice-St-Laurent (Lage) | PM77000148    | Classé       | 1977  |      |
| Grabstein für N. de Brie                     | Stein, 1520                                                                                   | in der Kirche St-Sulpice-St-Laurent (Lage) | PM77000141    | Classé       | 1906  |      |
| Skulptur Madonna mit Kind                    | Stein, 16. Jahrhundert                                                                        | in der Kirche St-Sulpice-St-Laurent (Lage) | PM77000144    | Classé       | 1938  |      |
| Skulptur Judas Thaddäus                      | Holz, farbig gefasst, 18. Jahrhundert                                                         | in der Kirche St-Sulpice-St-Laurent (Lage) | PM77002671    | Inscrit      | 1977  |      |
| Sakristeischrank                             | Holz, 18. Jahrhundert                                                                         | in der Kirche St-Sulpice-St-Laurent (Lage) | PM77003514    | Inscrit      | 1980  |      |
| Zwei Skulpturen: Petrus und Paulus           | Stein, Ende des 15. Jahrhunderts                                                              | in der Kirche St-Sulpice-St-Laurent (Lage) | PM77000146    | Classé       | 1955  |      |
| Grabstein für Charles de Brie                | Stein, 1519                                                                                   | in der Kirche St-Sulpice-St-Laurent (Lage) | PM77000140    | Classé       | 1906  |      |
| Lesepult                                     | Schmiedeeisen, vergoldet, 18. Jahrhundert                                                     | in der Kirche St-Sulpice-St-Laurent (Lage) | PM77000142    | Classé       | 1906  |      |
| Gemälde Heiliger Bischof                     | Ölfarbe auf Leinwand, 19. Jahrhundert                                                         | in der Kirche St-Sulpice-St-Laurent (Lage) | PM77003510    | Inscrit      | 1980  |      |
| Gemälde Der gute Hirte                       | Ölfarbe auf Leinwand, 1641                                                                    | in der Kirche St-Sulpice-St-Laurent (Lage) | PM77002672    | Inscrit      | 1977  |      |
| Skulptur Heiliger Laurentius                 | Holz, farbig gefasst, 18. oder 19. Jahrhundert                                                | in der Kirche St-Sulpice-St-Laurent (Lage) | PM77003512    | Inscrit      | 1980  |      |
| Drei Skulpturen einer Kreuzigungsgruppe      | Holz, Ende des 15. Jahrhunderts                                                               | in der Kirche St-Sulpice-St-Laurent (Lage) | PM77000143    | Classé       | 1938  |      |
| Grabstein für Louis de Brie und seine Gattin | Stein, um 1500                                                                                | in der Kirche St-Sulpice-St-Laurent (Lage) | PM77000147    | Classé       | 1977  |      |
| Retabel des nördlichen Seitenaltars          | mit zwei Flachreliefs: Mariä Verkündigung und Geburt Christi; Holz, Ende des 19. Jahrhunderts | in der Kirche St-Sulpice-St-Laurent (Lage) | PM77003511    | Inscrit      | 1980  |      |
| Sakristeischrank                             | Nussbaumholz, 18. Jahrhundert                                                                 | in der Kirche St-Sulpice-St-Laurent (Lage) | PM77003072    | Inscrit      | 1978  |      |
| Skulptur Johannes der Täufer                 | Stein oder Holz, farbig gefasst, 18. oder 19. Jahrhundert                                     | in der Kirche St-Sulpice-St-Laurent (Lage) | PM77003515    | Inscrit      | 1980  |      |
| Expositionsnische des Hauptaltars            | Holz, farbig gefasst, versilber und vergoldet, 18. und 19. Jahrhundert                        | in der Kirche St-Sulpice-St-Laurent (Lage) | PM77003513    | Inscrit      | 1980  |      |
| Skulptur Heiliger Sulpicius                  | Stein, Ende des 15. Jahrhunderts                                                              | in der Kirche St-Sulpice-St-Laurent (Lage) | PM77000145    | Classé       | 1938  |      |